# Margarita de Baviera
Margarita de Baviera (Múnich, 10 de enero de 1442-Mantua, 23 de octubre de 1479) fue princesa de Baviera-Múnich por nacimiento, y marquesa de Mantua por matrimonio. 

## Biografía
Margarita era hija del duque Alberto III de Baviera-Múnich (1401-1460) y de su esposa, Ana (1420-1474), hija del duque Erico I de Brunswick-Grubenhagen.
El 10 de mayo de 1463 se casó en Mantua con el marqués Federico I Gonzaga (1441-1484) a quien ella, a pesar de su deformidad física (tenía joroba), amó y estimó, sabiendo asimismo elogiar sus cualidades morales. Su matrimonio contribuyó además a intensificar las relaciones comerciales entre los dos Estados. La corte de Mantua estaba dominada por la suegra de Margarita, Bárbara de Brandeburgo, pero Margarita demostró poseer suficiente tacto para evitar situaciones desagradables en su relación con ella.
Margarita murió antes que su suegra y su marido, y fue enterrada en la Basílica de San Andrés de Mantua.

## Descendencia
De su matrimonio con Federico nacieron los siguientes hijos:
- Clara (1464-1503), contraería matrimonio con Gilberto de Montpensier.
- Francisco II (1466-1519), futuro marqués de Mantua.
- Segismundo (1469-1523), cardenal desde 1505 y obispo de Mantua desde 1511.
- Isabel (1471-1526), contraería matrimonio con Guidobaldo de Montefeltro, duque de Urbino.
- Magdalena (1472-1490), contraería matrimonio con Juan Sforza, señor de Pesaro.
- Juan (1474-1525), marqués de Vescovado.